# 올빼미바위

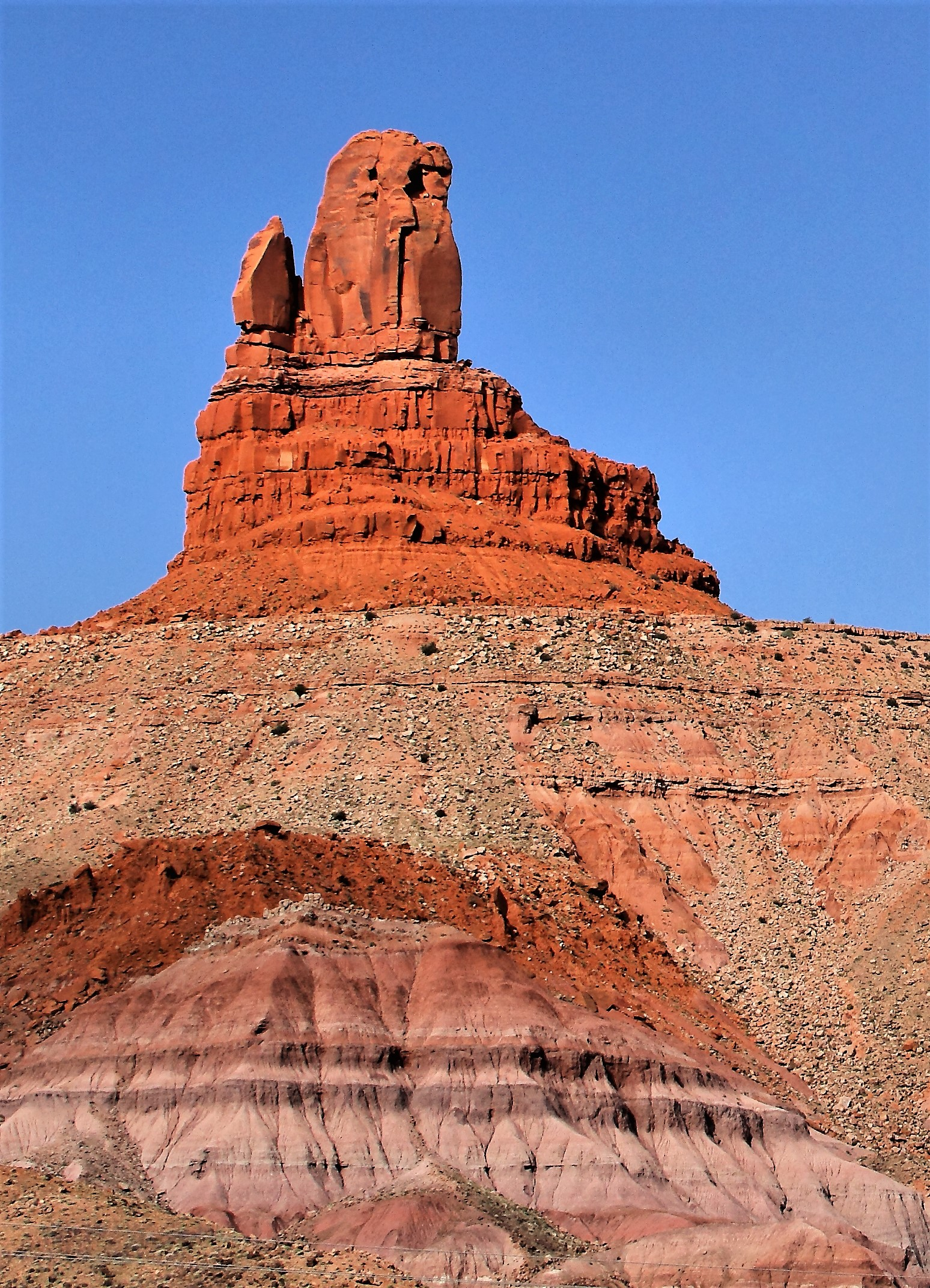
동쪽 측면

미국의 올빼미바위(Owl Rock)는 해발 고도 1,996미터인 미국 애리조나주 북동부 카옌타(Kayenta)로부터 7마일 떨어진 곳에 있는 모뉴먼트밸리 남쪽의 침식 사암이다. 쥐라기 시기에 만들어 지기 시작한 것으로 추정되고 형상 자체가 올빼미 형상을 하고 있다.

## 같이 보기
- 콜로라도고원